# 1932 Jansky
1932 Jansky (1971 UB1) là một tiểu hành tinh vành đai chính được phát hiện ngày 16 tháng 10 năm 1971 bởi L. Kohoutek ở Bergedorf.